# Florian Schott
Florian Schott (* 16. März 1982 in Essen) ist ein in Namibia lebender deutscher Regisseur, Filmproduzent und Drehbuchautor.

## Leben
Schott studierte Film in Deutschland. Seit 2008 lebt er mit seiner Familie in Namibia. Bekannt wurde Schott durch seine Filme Katutura und die Kurzfilme Everything Happens for a Reason und Baxu and the Giants. Zudem war er Regieassistent oder Regisseur bei zahlreichen deutschen Film- und Fernsehproduktionen. Katutura war der erste namibische Film der in den Kinoverleih kam.
Schott gewann unter anderem mehrfach die Auszeichnung Bester Regisseur bei den Namibian Theatre and Film Awards und gewann mit seinen Filmen auch diverse internationale Auszeichnungen, unter anderem beim San Francisco Independent Short Film Festival.

## Filmografie

### Regisseur
- 2013: Everything Happens for a Reason (Kurzfilm), auch Produktion und Drehbuch
- 2015: Katutura, (Kinofilm), auch Produktion und Drehbuch[4]
- 2015–2017: SOKO Köln (13 Folgen; Fernsehserie)
- 2017–2018: Die Chefin (2 Folgen; Fernsehserie)
- 2019: Der Alte (2 Folgen; Fernsehserie)
- 2019: Baxu and the Giants (Kurzfilm)
- 2019–2022: Der Alte (4 Folgen; Fernsehserie)
- 2024: Der Dänemark-Krimi: Das Mädchen im Kirchturm (Fernsehfilm)

### Regieassistent
- 2004: Nachbarinnen (Fernsehfilm)
- 2004: Der Fremde im Spiegel (Kurzfilm)
- 2005–2010: SOKO München (5 Folgen; Fernsehserie)
- 2006: SOKO Donau (6 Folgen; Fernsehserie)
- 2006–2014: Küstenwache (7 Folgen; Fernsehserie)
- 2007: Ein starkes Team (1 Folge; Fernsehserie)
- 2009: SOKO Köln (3 Folgen; Fernsehserie)
- 2009: Liebe, Babys und der Zauber Afrikas (Fernsehfilm)
- 2009: Der Kapitän (2 Folgen; Fernsehserie)
- 2010: Ausgerechnet Afrika (Fernsehfilm)
- 2011: Liebesjahre (Fernsehfilm)
- 2011: Der Verdacht (Fernsehfilm)
- 2012: Try (Kurzfilm)
- 2012: Die Wüstenärztin (Fernsehfilm)
- 2012: Tod einer Polizistin (Fernsehfilm)
- 2012: Ein Fall für zwei (2 Folgen; Fernsehserie)
- 2012: Das Ende einer Nacht (Fernsehfilm)
- 2013: Totenengel - Van Leeuwens zweiter Fall (Fernsehfilm)